# قزلیجه
قزلیجه(معرب شده قزلیچه) که از سه واژه قز= گردو،  لی=داشتن و چه=کوچک تشکیل شده  و به معنی روستای کوچک گردو می باشد. علت نامگذاری هم وجود درختان زیاد گردو دراین روستامی باشد.  روستایی خوش آب و هوا که از توابع بخش مرکزی شهرستان اراک است. این روستا در18کیلومتری جنوبغرب اراک واقع شده و از شمال به روستای رباط میربرات و از شمال غرب به روستای شمس‌آباد و از شرق به روستای ساقی و از جنوب به روستای طرلان ختم می‌شود.

## جمعیت
طبق آمار سرشماری سال ۱۳۹۰ جمعیت روستا ۲۷۰ نفر (۸۳ خانوار) بوده که از این تعداد ۱۳۹ نفر زن و ۱۳۱ نفر مرد بوده‌است.